# Rebecca Johnston
Rebecca Anne Johnston (Greater Sudbury, 24 settembre 1989) è una hockeista su ghiaccio canadese.
Ha vinto due medaglie olimpiche nell'hockey su ghiaccio con la nazionale femminile canadese, entrambe d'oro. In particolare ha conquistato la medaglia d'oro alle Olimpiadi invernali di Vancouver 2010 e alle Olimpiadi invernali di Soči 2014 e anche la medaglia d'argento nel torneo femminile alle Olimpiadi invernali 2018 di Pyeongchang.
Nelle sue partecipazioni ai campionati mondiali ha vinto una medaglia d'oro (2012) e cinque medaglie d'argento (2008, 2009, 2011, 2013 e 2015).